# 109 (Shibuya)

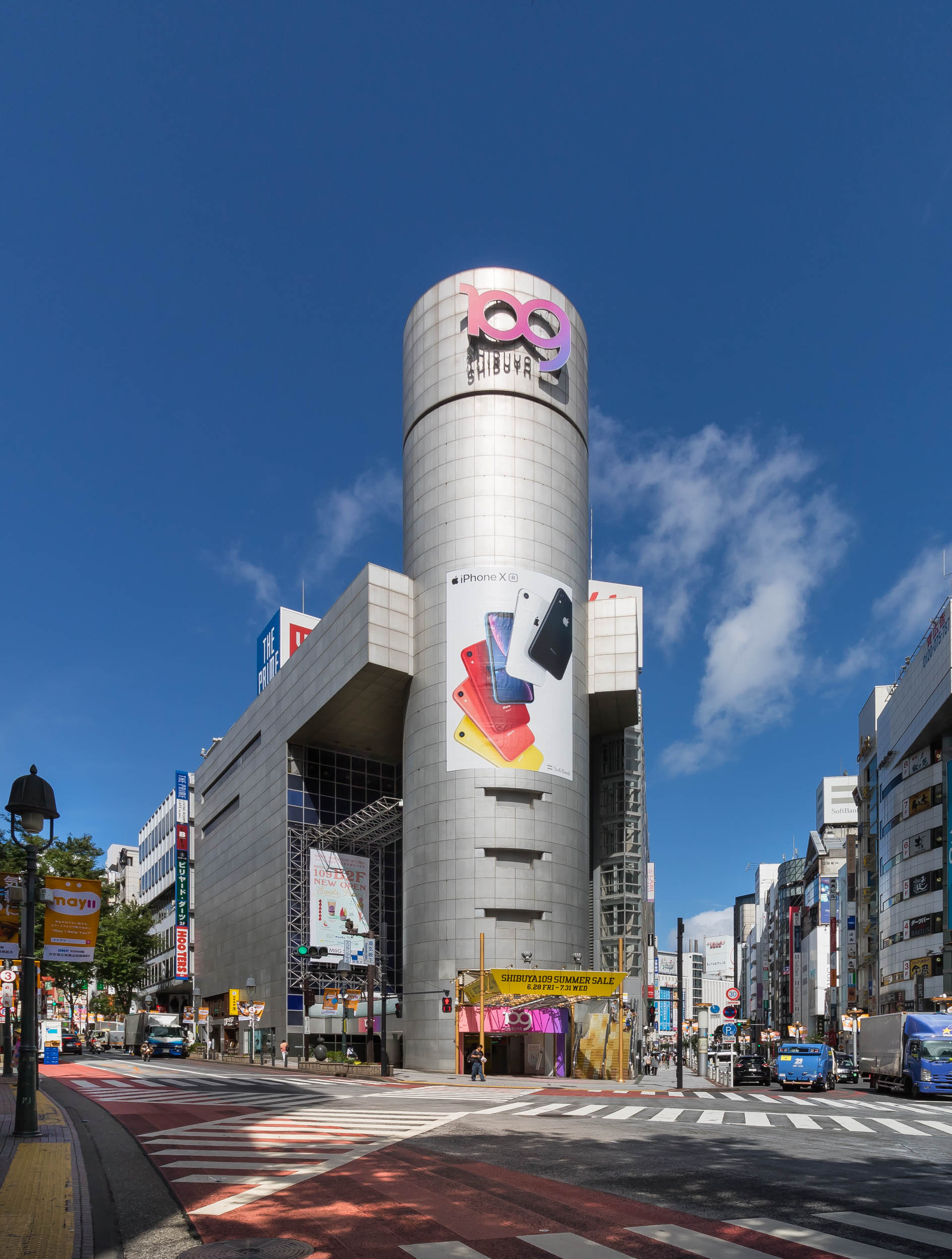
Shibuya 109

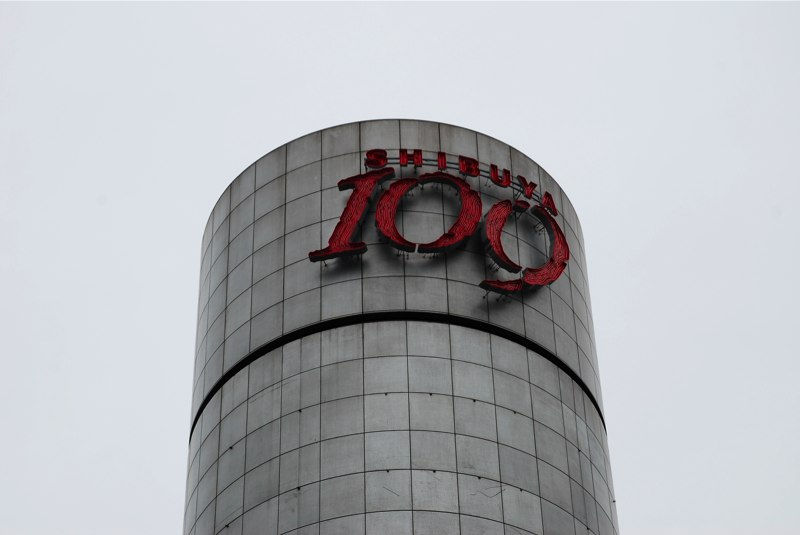
Logotipo de SHIBUYA 109 en la punta del edificio.

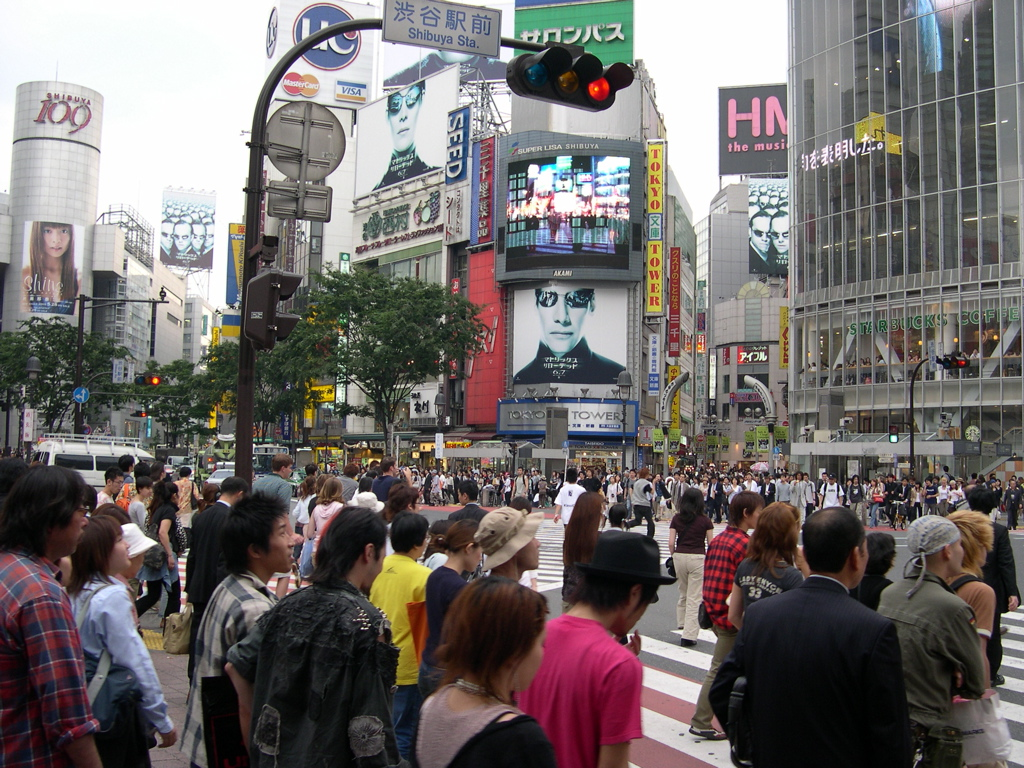
Shibuya, con el 109 a la izquierda de la imagen.

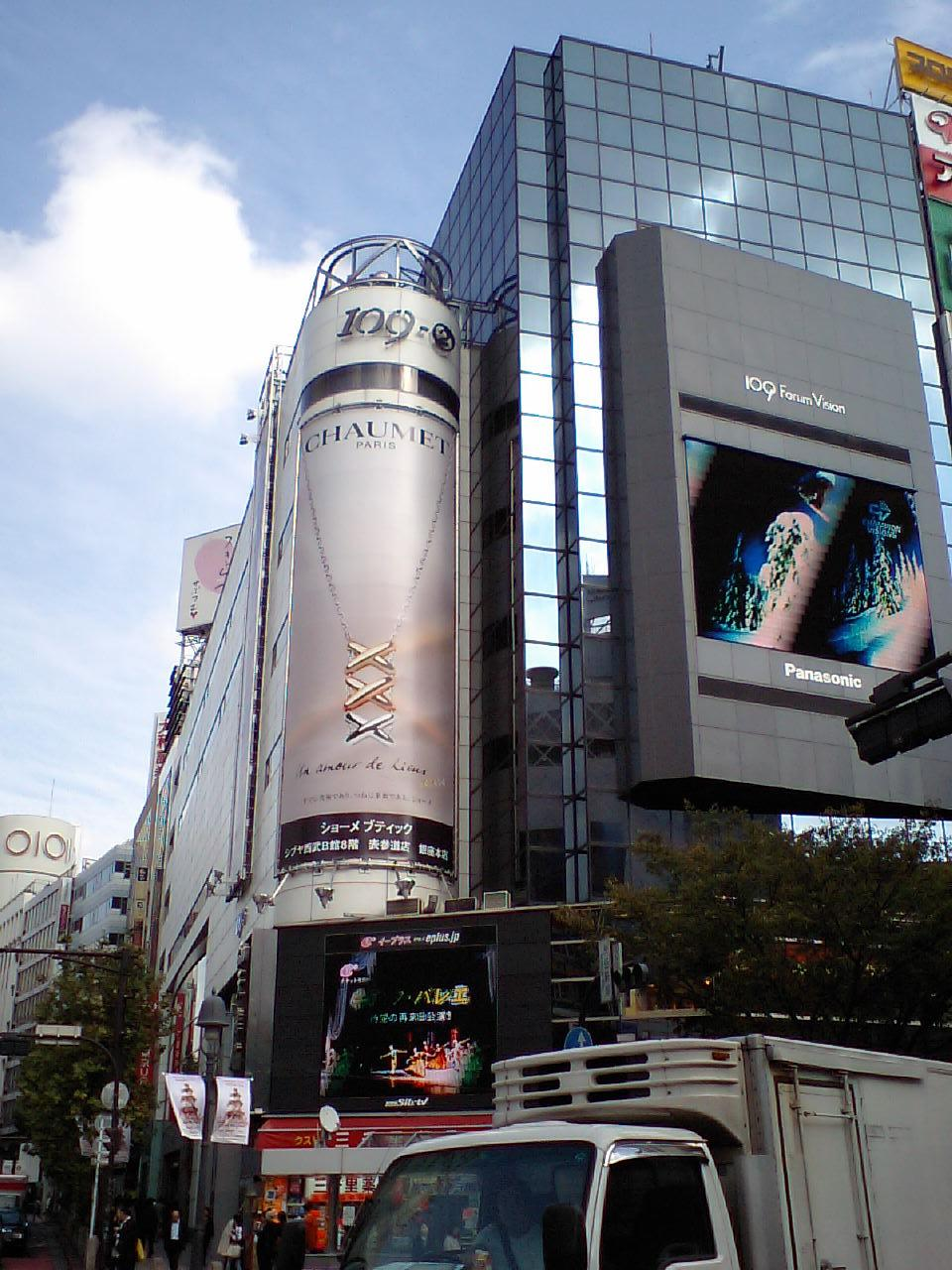
Edificio 109-2.

El 109 (Ichi-maru-kyū) es un edificio de tiendas por departamento en Shibuya, Tokio, Japón. El negocio es operado por Tokyu Malls Development (TMD), una subsidiaria del Tokyu Group.

## Historia y descripción
El edificio, localizado justo al frente de la Estación de Shibuya, abrió en abril de 1979. El arquitecto fue Minoru Takeyama. Tokyu, el operador del edificio, lo diseñó para que fuese una "comunidad de moda", con pequeños negocios de ropa apuntados a mujeres menores de 30 años.
La idea de Tokyu era que compitiera con Seibu Department Stores, que estaba empezando a incursionar en el área de Shibuya.
El nombre del edificio, 109, es un juego de palabras en japonés, tomado de los caracteres que forman el número 109: tō (que significa 10) y kyū (9) formando Tokyu. El diseño del interior del edificio se hizo pensando en que los compradores se dieran vueltas continuas en el interior del mismo, entre piso y piso a través de ascensores, pasando por varios negocios. En los planes originales estaba contemplado construir un cine en el último piso, pero el departamento de bomberos no lo permitió, debido a que las rutas de evacuación no cumplían las normas de seguridad. Aunque originalmente se pensó para mujeres de 30 años, más tarde el edificio se hizo más conocido como la meca de las adolescentes de la subcultura gyaru.
En este centro se dicta gran parte de la moda juvenil de Japón

## 109-2
El edificio de 109-2, también ubicado en Shibuya, se centra en tiendas de ropa masculina.

## Expansiones
El concepto de 109 se ha expandido y actualmente comprende las siguientes tiendas:
- SHIBUYA109 (Shibuya, Tokio) - abril de 1979
- 109-2 (Shibuya, Tokio) - abril de 1979
- KOHRINBO109 (Kanazawa, Ishikawa) - septiembre de 1985
- 109MACHIDA (Machida, Tokio) - July 2002
- SHIZUOKA109 (Shizuoka, Shizuoka) - octubre de 2007

## Tiendas famosas en 109
- BLUEMOONBLUE（S1）
- COCOLULU（P6）
- TRALALA（P5）
- MAJORENA（P5)
- ラヴァップ（P6）
- ギルフィー（P7）
- Ji-Maxx（P6）
- ROSEFANFAN